# Юніорська збірна Бельгії з хокею із шайбою
Юніорська збірна Бельгії з хокею із шайбою  — національна юніорська команда Бельгії, що представляє країну на міжнародних змаганнях з хокею із шайбою. Опікується командою Бельгійська королівська федерація хокею на льоду, команда постійно бере участь у чемпіонаті світу з хокею із шайбою серед юніорських команд.

## Результати

### Чемпіонат Європи до 18 років
| - 1978 — 8 місце Група В - 1980 — 2 місце Група С - 1981 — 3 місце Група С - 1983 — 3 місце Група С - 1984 — 3 місце Група С - 1985 — 2 місце Група С | - 1987 — 3 місце Група С - 1988 — 4 місце Група С - 1991 — 4 місце Група С - 1992 — 4 місце Група С - 1998 — 3 місце Група D |

### Чемпіонати світу з хокею із шайбою серед юніорських команд
- 1999 — 3 місце Європа Дивізіон ІІ
- 2000 — 4 місце Європа Дивізіон ІІ
- 2001 — 5 місце Дивізіон ІІІ
- 2002 — 4 місце Дивізіон ІІІ
- 2003 — 4 місце Дивізіон ІІ А
- 2004 — 6 місце Дивізіон ІІ А
- 2005 — 2 місце Дивізіон ІІІ
- 2006 — 4 місце Дивізіон ІІ А
- 2007 — 4 місце Дивізіон ІІ А
- 2008 — 4 місце Дивізіон ІІ А
- 2009 — 3 місце Дивізіон ІІ В
- 2010 — 5 місце Дивізіон ІІ В
- 2011 — 6 місце Дивізіон ІІ В
- 2012 — 1 місце Дивізіон ІІІ
- 2013 — 4 місце Дивізіон ІІ В
- 2014 — 4 місце Дивізіон ІІ В
- 2015 — 4 місце Дивізіон ІІ В
- 2016 — 5 місце Дивізіон ІІ В
- 2017 — 6 місце Дивізіон ІІ В
- 2018 — 1 місце Дивізіон ІІІ А
- 2019 — 6 місце Дивізіон ІІ В
- 2022 — 2 місце Дивізіон ІІІ А
- 2023 — 6 місце Дивізіон ІІ В
- 2024 — 1 місце Дивізіон ІІІ А
- 2025 — 4 місце Дивізіон ІІ В